# Ecopista de Famalicão
A ecopista do Ramal de Famalicão é uma ecopista que liga as cidades da Póvoa de Varzim e Vila Nova de Famalicão.
Esta ciclovia foi construída aproveitando o canal do caminho-de-ferro da antiga linha da Póvoa que ligava estas duas cidades, cuja circulação de comboios cessou em 1995. Passa nas localidades de Póvoa de Varzim, Giesteira, Amorim, Terroso, Laundos, Rates, Fontainhas, Balazar, Gondifelos, Cavalões, Outiz, Louro, Brufe e Vila Nova de Famalicão.

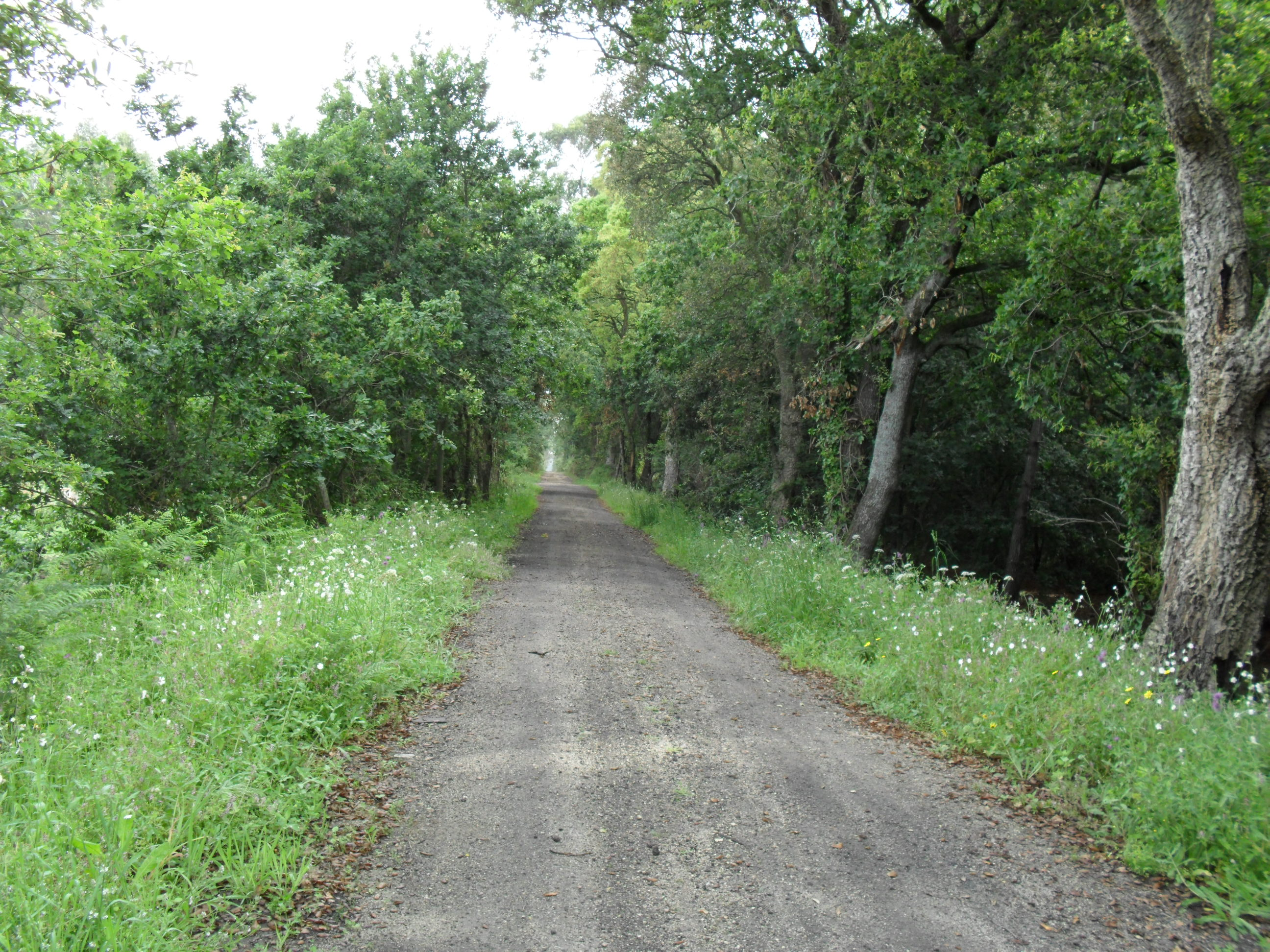
Ciclovia Póvoa-Famalicão em Terroso

O percurso é praticamente plano, tem cerca de 28 km, dos quais 18 km são no concelho da Póvoa de Varzim e 10 km no de Vila Nova de Famalicão e o piso é de tipo macadame. O percurso encontra-se totalmente ciclável, embora com alguns troços com piso irregular.
A via ciclopedonal foi inaugurada no dia 10 de julho de 2021 pelo Presidente da Câmara de Vila Nova de Famalicão, Paulo Cunha, e pelo Presidente da Câmara da Póvoa de Varzim, Aires Pereira. A obra teve um custo 4,3 milhões de euros e contou com o apoio de fundos europeus.